# Догузов, Георгий Васильевич
Гео́ргий Васи́льевич До́гу́зов (осет. Дыгъуызты Василийы фырт Георги; 8 ноября 1923 Харбин, Китай — 1 июля 1990 Москва, СССР) — советский юго-осетинский художник, Заслуженный художник Грузинской ССР, член Союза художников СССР.

## Биография
Георгий Васильевич Догузов родился в 1923 году, в городе Харбин, Китай, в семье инженера-железнодорожника Китайско-Восточной железной дороги Василия Левановича Догузова.
В 1933 году, после захвата этой области 
Китая Японией, отец решил переехать с семьей на родину в СССР в город Цхинвал (тогда Сталинир, областной центр Южной Осетии). Однако Родина, в которой проходил очередной этап сталинских репрессий, не встретила их открыто. Отец и старший брат художника были объявлены шпионами и арестованы, жизнь их закончилась в лагерях.
Начиная с 1934 года, Георгий Догузов стал посещать занятия в Художественной студии под руководством известного деятеля искусств Махарбека Туганова, который в свою очередь был воспитанником известного русского живописца Ильи Репина.
Впоследствии, будучи солдатом на фронтах Великой Отечественной войны 1941-45 гг., также был оформителем боевых листков. По возвращении с фронта работал художником в Юго-Осетинском Государственный драматический театр им. Коста Хетагурова. Поступил в Цхинвальское художественное училище под руководством М. С. Туганова, которое с отличием окончил в 1946 году.
В 1953 году окончил Тбилисскую государственную Академию художеств. Он учился у таких выдающихся грузинских художников как А. Г. Цимакуридзе, У. М. Джапаридзе, А. К. Кутателадзе.
С 1961 года — член Союза художников СССР, член Центральной ревизионной комиссии Союза художников СССР, делегат съездов художников СССР.
С 1968 года — заслуженный художник Грузии, член правления президиума Союза художников Грузии.
В ходе Великой Отечественной войны 1941-45 гг. был награжден орденом Славы 3-й степени.
Георгий Васильевич Догузов неоднократный участник областных, республиканских и всесоюзных выставок в Москве, Тбилиси, Харькове, Кутаиси, Орджоникидзе. За многолетнюю творческую деятельность в изобразительном искусстве был дважды награжден почетными грамотами Президиума Верховного Совета ГССР, официально включен в Единый реестр профессиональных художников Российской империи, СССР, «русского зарубежья»,
Российской Федерации и республик бывшего Советского Союза.
Георгий Васильевич Догузов скончался в 1990 году в Москве, похоронен на Цхинвальском кладбище.

## Основные работы
1. «К.Хетагуров с детьми» — 100х80 х.м., сосбственность санатория «Дзау», Джава, бальнеоклиматический курорт, Южная Осетия.

2. «Старый город» — 70х140 х.м. 1974 г., собственность Государственного музея Южная Осетия.

3. «Голубые дали» — 60х80 х.м. 1970 г., собственность Министерства культуры Грузии.

4. «Зимняя улица» — 50х70 х.м. 1969 г., собственность Союза художников России.

5. «Утро в горах» — 140х100 х.м. 1970 г., собственность Министерства культуры Грузии.

6. «Весна» — 60х80 х.м. 1972 г., собственность Министерства культуры Грузии.

## Выставки
- «Выставка произведений художников Грузии» (1955 г., Орджоникидзе, СОАССР)[2]
- «Республиканская художественная выставка» (1956 г., Тбилиси, ГССР)[3]
- «Выставка произведений художников Юго-Осетии» (1957 г., Тбилиси, ГССР)[4]
- «Выставка Грузинского советского изобразительного искусства в г. Харькове» (1956 г., Харьков, УССР)
- «Выставка произведений художников Юго-Осетинского отделения Союза художников Грузии» (1972 г., Орджоникидзе, СОАССР)
- «Совместная выставка работ художников Абхазии, Аджарии, Юго-Осетии и г. Кутаиси» (1975 г., Москва, СССР)
- «Выставка, посвященная 60-летию Ленинского комсомола» (1978 г., Тбилиси, ГССР)

## Участие в творческих и общественных организациях
- Член Союза художников СССР
- Член Союза художников Грузии

## Семья
- Отец — Василий Леванович Догузов (Василий Леонович Догузашвили) (1882—1938), инженер-железнодорожник, КВЖД, репрессирован[5].
- Мать — Дарья Догузова (годы жизни неизвестны)
- Супруга — Валентина Дмитриевна Догузова (1930—2019), заслуженный учитель, преподаватель русского языка и литературы.
- Брат — Павел Васильевич Догузов (1920-г. смерти неизвестен), к.п.н., ректор Юго-Осетинского педагогического института (ЮОГПИ)[6]
- Сын — Казбек Георгиевич Догузов (1954—2022), к.и.н., диссертация на тему «История Алано-Византийских отношений», художник[7].
- Дочь — Наталья Георгиевна Бантова (1957—2023), врач-терапевт.